# Transportes Aéreos Guatemaltecos
Transportes Aéreos Guatemaltecos, ook bekend als TAG Airlines, is de nationale luchtvaartmaatschappij van Guatemala. De maatschappij heeft haar hub op de luchthaven van Guatemala-Stad en vliegt binnen Guatemala en naar haar buurlanden.

## Geschiedenis
Transportes Aéreos Guatemaltecos werd in 1961 opgericht als familiebedrijf voor chartervluchten. In 2016 werd een dochtermaatschappij opgericht met de naam Chop Air om helikoptervluchten uit te voeren. In 2017 begon de maatschappij een samenwerking met CM Airlines en Tropic Air om te zorgen voor betere verbindingen met Honduras en Belize. In 2022 onderging de maatschappij een rebranding en kwamen er ATR-toestellen bij de vloot. Transportes Aéreos Guatemaltecos voert zowel vracht- als passagiersvluchten uit.

## Vloot

### Huidige vloot

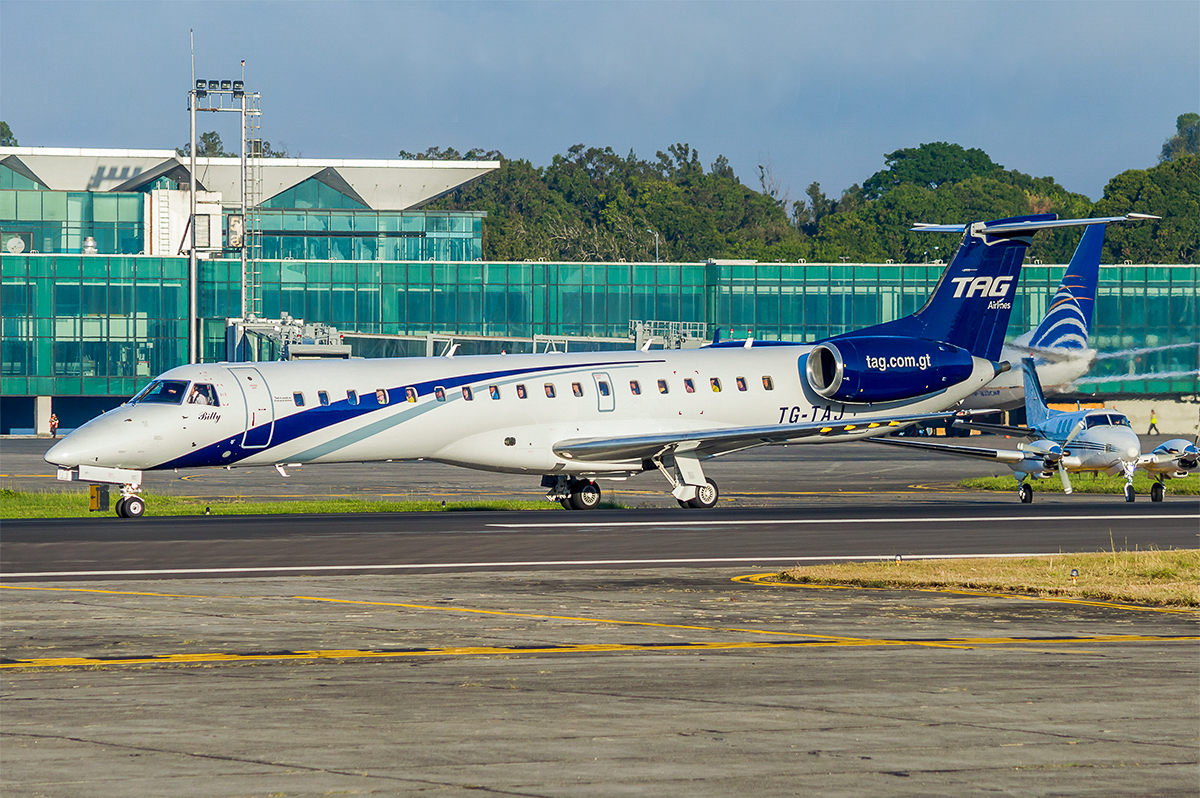
De Embraer 145 van TAG Airlines

De vloot van Transportes Aéreos Guatemaltecos bestaat uit de volgende toestellen (december 2024):
| Type        | In dienst | Orders | Opmerkingen |
| ----------- | --------- | ------ | ----------- |
| ATR 72-500  | 3         | —      |             |
| ATR 72-600  | 1         | —      | TG-ATC      |
| Embraer 145 | 1         | —      | TG-TAJ      |
| Saab 340    | 2         | —      |             |
| Totaal      | 7         | —      |             |

### Voormalige vloot

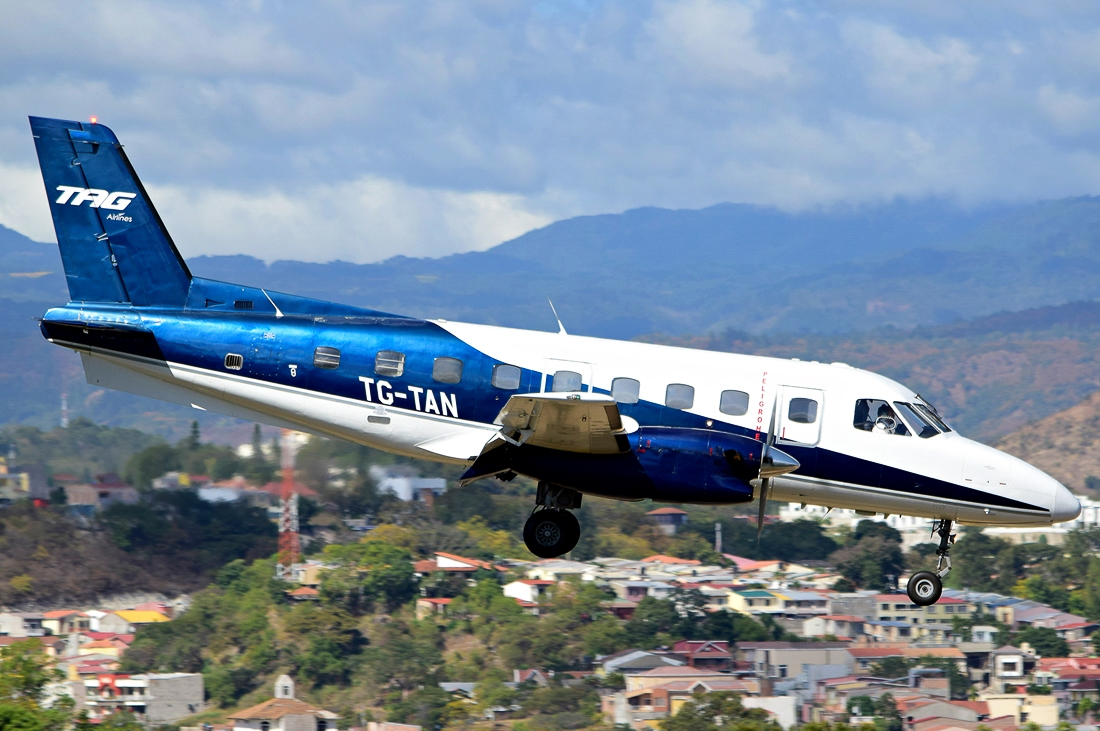
Voormalige Embraer 110 van TAG Airlines

De vloot van Transportes Aéreos Guatemaltecos bestond ook uit de volgende toestellen:
| Type               | Aantal | In dienst | Uitgefaseerd | Opmerkingen     |
| ------------------ | ------ | --------- | ------------ | --------------- |
| BAe Jetstream 31   | 2      | 2002      | 2022         | TG-TAK & TG-TAN |
| Embraer 110        | 5      | 2006      | 2022         |                 |
| Let L-410 Turbolet | 2      | 1995      | 2006         | TG-TAG & TG-TAY |
| Saab SF-340        | 6      | 2005      | 2023         |                 |

## Bestemmingen
Transportes Aéreos Guatemaltecos voert lijnvluchten uit naar de volgende bestemmingen (december 2024):
| Land        | Stad             | Luchthaven                                        | Opmerkingen |
| ----------- | ---------------- | ------------------------------------------------- | ----------- |
| Belize      | Belize City      | Philip S. W. Goldson International Airport        |             |
| El Salvador | San Salvador     | Luchthaven El Salvador                            |             |
| Guatemala   | Flores           | Internationale luchthaven Mundo Maya              | basis       |
| Guatemala   | Guatemala-Stad   | Internationale luchthaven La Aurora               | hub         |
| Guatemala   | Puerto Barrios   | Luchthaven van Puerto Barrios                     |             |
| Guatemala   | Quetzaltenango   | Luchthaven van Quetzaltenango                     |             |
| Guatemala   | Retalhuleu       | Luchthaven van Retalhuleu                         |             |
| Honduras    | Roatán           | Internationale luchthaven Juan Manuel Gálvez      |             |
| Honduras    | San Pedro Sula   | Internationale luchthaven Ramón Villeda Morales   |             |
| Honduras    | Tegucigalpa      | Luchthaven Toncontín                              |             |
| Mexico      | Mérida           | Internationale luchthaven Manuel Crescencio Rejón |             |
| Mexico      | Tuxtla Gutiérrez | Internationale luchthaven Ángel Albino Corzo      |             |

### Interline-overeenkomsten
Transportes Aéreos Guatemaltecos heeft interline-overeenkomsten met de volgende luchtvaartmaatschappijen:
- Iberia[11]

## Incidenten en ongevallen
- Op 2 juni 2005 stortte een Let L-410 Turbolet met registratie TG-TAG neer na het opstijgen uit Zacapa. Het toestel kreeg technische problemen en wilde terugkeren naar de luchthaven.[12] Alle zeventien inzittenden overleefden het ongeluk.
- Op 16 april 2023 raakte TAG Airlines-vlucht 211 van de baan op de Internationale luchthaven Mundo Maya.[13] De zeventien inzittenden bleven ongedeerd.[14]